# مسكيت

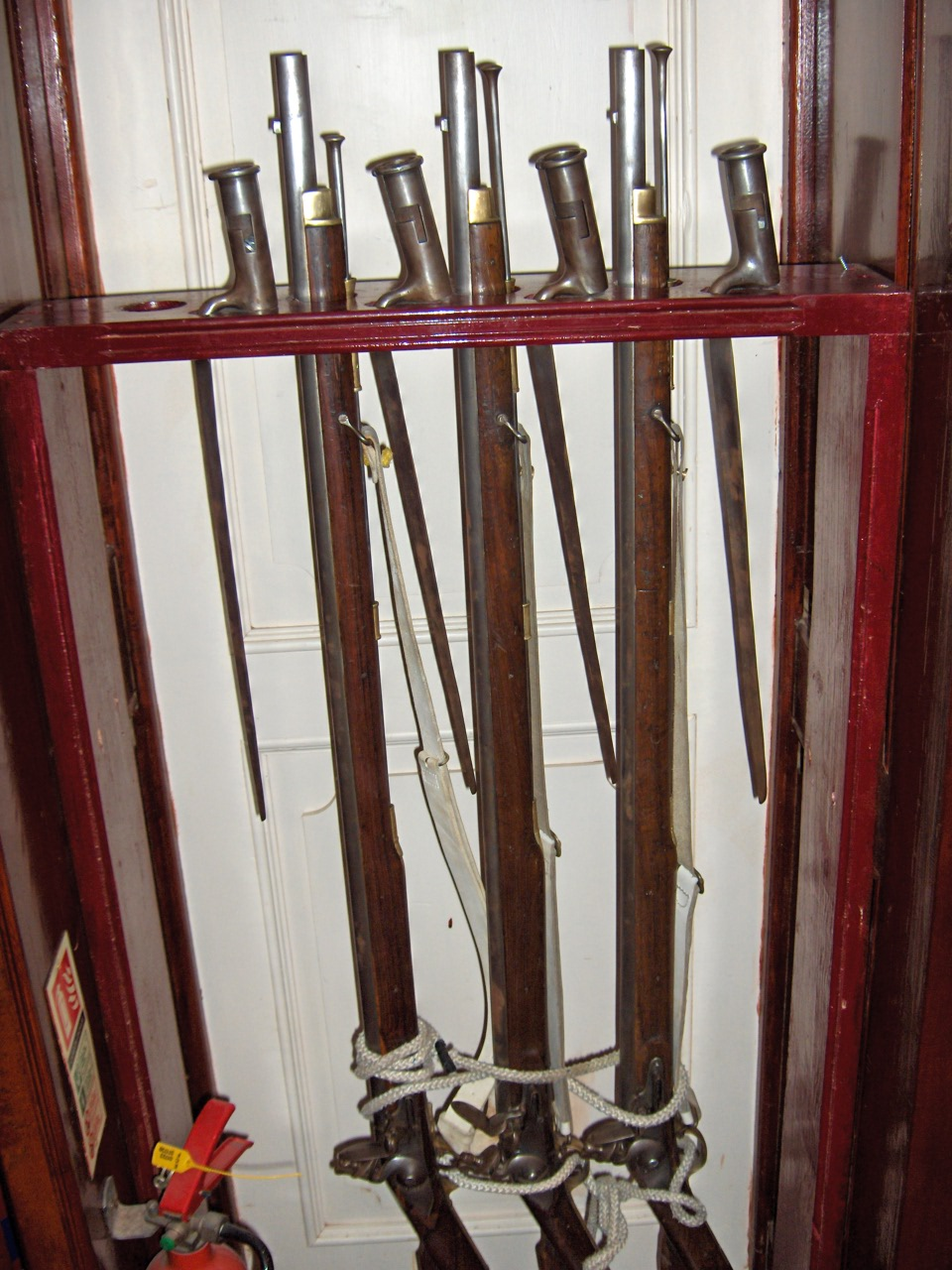
مسكيت وحراب على متن الفرقاطة غراند تورك.

المسكيت هي سلاح ناري ذات تجويف أملس يلقم عبر الفوهة وتطلق من الكتف. صممت المسكيت للاستخدام من قبل المشاة. سمي حامل المسكيت بالمسكتير أو المسكتمان.